# Noah Beery
Noah Nicholas Beery, conocido artísticamente como Noah Beery (condado de Clay, Misuri, 17 de enero de 1882 - Beverly Hills, 1 de abril de 1946) fue un actor cinematográfico estadounidense.

## Biografía
Noah Nicholas Beery nació en una granja en el condado de Clay, Misuri , cerca de Smithville. Fue el hermano mayor del también actor William Beery y de la estrella cinematográfica Wallace Beery. Sus padres eran Frances Margaret Fitzgerald y Noah Webster Beery.  Noah Beery trabajó en el teatro desde los dieciséis años de edad, y en 1905 ya actuaba en Broadway. Tras una docena de años en la escena, en 1915 se unió a su hermano y fue a Hollywood a fin de trabajar en el cine, llegando a ser un respetado actor de carácter, muy apto para los papeles de villano. Una de sus interpretaciones más sobresalientes fue la del Sargento Gonzales en la película dirigida por Fred Niblo La marca del Zorro (1920), protagonizada por Douglas Fairbanks. 
Noah Beery trabajó en la época del cine mudo (una de sus mejores actuaciones fue como Sargento Lejaune en el film de 1926 Beau Geste) y tuvo éxito en la transición al cine sonoro. Tenía una voz agradable y cantaba bien, por lo que actuó en varios musicales rodados en el primitivo Technicolor, tales como The Show of Shows (1929), Song of the Flame (1930), Bright Lights (1930), Under A Texas Moon (1930) y Golden Dawn (1930), (en la cual se disfrazaba de africano). Alcanzó su pico de popularidad en 1930, e incluso llegó a grabar para Brunswick Records canciones de dos de sus películas. A lo largo de una carrera que duró tres décadas, Noah actuó en casi doscientos filmes. En 1945 volvió a brillar en la producción de Mike Todd representada en Broadway "Up in Central Park." 
Beery falleció en 1946 en Beverly Hills, California, a causa de un infarto agudo de miocardio, y fue enterrado en el Cementerio Forest Lawn Memorial Park en Glendale, California.
Noah Beery estuvo casado con Marguerite Lindsay y tuvo un hijo, Noah Beery, Jr. (1913-1994), que también llegó a ser un exitoso actor de carácter, con una carrera que duró varias décadas.

## Filmografía parcial
- The Influence of a Child (1913)
- A Mormon Maid (1917)
- The Whispering Chorus (1918)
- Old Wives for New (1918)
- The Squaw Man (1918)
- The Mark of Zorro (La marca del Zorro) (1920), con Douglas Fairbanks.
- I Am the Law (1922), con Wallace Beery.
- Omar the Tentmaker (1922), con Boris Karloff.
- Stormswept (1923), con Wallace Beery.
- The Spoilers (1923), con Milton Sills y Anna Q. Nilsson
- To The Last Man (1923)
- The Thundering Herd (La horda maldita) (1925), con Jack Holt, Charles Stanton Ogle y Tim McCoy.
- Lord Jim (1925), con Raymond Hatton.
- Beau Geste (1926), con Ronald Colman, William Powell, y Victor McLaglen.
- The Rough Riders (El escuadrón de hierro) (1927), con George Bancroft y Mary Astor.
- The Show of Shows (1929), con John Barrymore, Mary Astor, Myrna Loy, Sally Blane, y Loretta Young.
- The Millionaire (1931)
- Riders of the Purple Sage (1931), con George O'Brien y Marguerite Churchill.
- The Thundering Herd (1933), con Randolph Scott, Buster Crabbe, y Harry Carey.
- She Done Him Wrong (Nacida para pecar) (1933), con Mae West y Cary Grant.
- The Trail Beyond (1934), con John Wayne y Noah Beery, Jr.
- Zorro Rides Again (1937), con John Carroll y Duncan Renaldo.
- The Bad Man of Brimstone (1937), con Wallace Beery.
- Adventures of Red Ryder (1940), con Don "Red" Barry.
- Overland Mail (1942), con Lon Chaney, Jr. y Noah Beery, Jr.
- Salute to the Marines (1943, en color), con Wallace Beery.
- Barbary Coast Gent (1944), con Wallace Beery y Chill Wills.
- This Man's Navy (1945), con Wallace Beery.
- Sing Me a Song of Texas (1945), con Tom Tyler.